# Sex Doll
Pour les articles homonymes, voir Doll.
Pour plus de détails, voir Fiche technique et Distribution.
Sex Doll est un film dramatique français réalisé par Sylvie Verheyde, sorti en 2016.

## Synopsis
Malika, dite « Virginie », se prostitue pour de riches clients. Raphaëlle, sa patronne, a une totale confiance en elle et lui confie ses meilleurs clients. Rebelle et indépendante, Virginie pense maîtriser son destin mais lorsqu'elle tombe amoureuse du jeune et mystérieux Anglais Rupert, Raphaëlle lui rappelle que son métier l'empêche d'avoir un homme dans sa vie. Virginie prend alors des risques et attire l'attention sa matronne/maquerelle...(aucune police)

## Fiche technique
- Titre : Sex Doll
- Réalisation : Sylvie Verheyde
- Scénario : Sylvie Verheyde
- Musique : Nousdeuxtheband
- Montage : Christel Dewynter
- Photographie : Nicolas Gaurin
- Décors : Tamsin Clarke et Freya Closs
- Costumes : Emma Rees
- Producteur : Bruno Berthemy, Bertrand Faivre et Soledad Gatti-Pascual
  - Producteur exécutif : Rachel Dargavel
- Production : Les Films du Veyrier
  - Coproduction : The Bureau Sales
  - SOFICA : Cofinova 12
- Distribution : Wild Bunch et Rezo Films
- Pays d'origine :  France
- Durée : 102 minutes
- Genre : drame
- Dates de sortie :
  -  France : 7 décembre 2016

## Distribution
- Hafsia Herzi : Virginie
- Ash Stymest : Rupert
- Karole Rocher : Raphaëlle
- Paul Hamy : Cook
- Lindsay Karamoh : Électre
- Ira Max : Sofia
- Myriam Djeljeli : La petite sœur
- Marlon Blue : Nat
- Michael Chapman : un client du bar

## Réception
La critique presse d'allo-ciné fait apparaître une mote moyenne de 2,5 / 5 